# Martin Adams
Martin Adams (ur. 4 czerwca 1956 w Londynie) – angielski darter, trzykrotny mistrz świata federacji BDO (2007, 2010, 2011). Znany jest też jako Wolfie. Urodził się w Londynie, ale mieszka w Peterborough. Jest żonaty z Sharon, z którą ma dwójkę dorosłych dzieci: Warrena i Darrena.
Sięgając po swój pierwszy tytuł mistrza świata BDO pokonał w finale Philla Nixona z wynikiem 7-6. Następne tryumfy świętował w 2010 i 2011 roku po zwycięstwach kolejno z: Dave'em Chisnallem 7-5 i Deanem Winstanleyem 7-5.
Od 1994 roku jest kapitanem reprezentacji Anglii, z którą zdobył wiele tytułów. W mistrzostwach świata BDO w Lakeside występował już 21 razy, co czyni go rekordzistą. Na swoim koncie ma zwycięstwa w takich turniejach jak Dutch Open, British Open, World Masters Champion, European Grand Masters i British Pentathlon. Zwyciężał także w Pucharze Świata w singlu (1995, 2001) oraz w Pucharze Świata w parach (1995, 2003).
W czasie nieudanego sezonu 2012/2013 skupił się na życiu prywatnym. Rzucił palenie i przeszedł na dietę, po której znacznie schudł.